# Klövsjö
Klövsjö est un ancien village agricole dans le Jämtland, dans la commune de Berg. Klövsjö est souvent appelé le "plus beau village". Le village est mentionné dès le Moyen Âge et a été à l'origine composé de 14 fermes. L'une de ces vieilles fermes est Tomtangården, avec des maisons construites autour de la place à partir du XVIe et du XVIIe siècle. La ferme est aujourd'hui inscrit au patrimoine mondial et au patrimoine suédois. Sur le versant sud, au milieu du village, trône une église en bois blanche et rouge qui est l'Assemblée de l'église paroissiale de Klövsjö. Ljungan forme trois lacs dont le plus au sud est le lac Hoof. Au nord de ce dernier se trouve Lännässjön et Fotingen. Ces lacs relient le village de Klövsjö à ceux de Skålan et de Fotingen. Auparavant les gens marchaient du village de Skålan jusqu'à l'église paroissiale du village de Klövsjö.
Klövsjö a de nombreux fermiers vivants du fromage, notamment du fromage de chèvre, qui utilisent des méthodes traditionnelles. Une laiterie populaires, les produits laitiers de la ferme de Kullen, a ouvert depuis quelques années et en décembre 2009 une boulangerie à four de pierre a ouvert à Klövsjö, une brasserie s'est installée peu après. La Poste, une épicerie, une école et d'autres services existent déjà.
À Klövsjö et dans les montagnes de Klövsjö se trouve la station de ski Storhogna.